# Escola dos Sextios
A Escola dos Sextios foi uma escola eclética de filosofia da Roma Antiga, fundada por volta de 50 a.C. por Quinto Sêxtius, o Velho, e continuada por seu filho, Sêxtius Niger, porém foi extinta logo depois, em 19 d.C., devido à proibição de cultos estrangeiros.  A escola combinou elementos da filosofia pitagórica, platônica, cínica e estóica  com a crença em um poder incorpóreo elusivo que permeia o corpo, a fim de enfatizar o ascetismo, a honestidade e o treinamento moral por meio de exames noturnos de consciência como um meio de alcançar a eudaimonia.  As principais fontes de informação sobre a escola são Sêneca, o Jovem, que foi ensinado por um de seus membros chamado Sótion, e o escritor do século V, Claudiano Mamerto.  Outros membros da escola incluíam Papirius Fabianus, Crassicius Pasicles, Celso.  Embora Sêneca, o Jovem, frequentemente confunda a escola com o estoicismo, os sextianos não eram tão inclinados a exercícios lógicos rigorosos ou a qualquer pensamento abstrato abstruso e, ao contrário dos estóicos, defendiam a evitação da política, o envolvimento na correspondência entre palavras e vida e o vegetarianismo. 